# Arès (Marvel Comics)
Pour l’article homonyme, voir Arès (homonymie).
Arès (« Ares » en VO) est une divinité et un super-vilain évoluant dans l'univers Marvel de la maison d'édition Marvel Comics. Créé par le scénariste Stan Lee et le dessinateur Jack Kirby, le personnage de fiction apparaît pour la première fois dans le comic book Thor (vol. 1) #129 en juin 1966.
Le personnage est inspiré du dieu homonyme de la mythologie grecque et a été créé pour être l'un des adversaires de Thor car celui-ci, en tant que dieu du panthéon nordique, avait besoin à l'époque d'ennemis assez puissants pour pouvoir lui tenir tête. Un personnage divin et guerrier fut donc le meilleur choix.

## Biographie du personnage

### Origines et parcours
Arès, dieu Olympien de la guerre, est le fils de Zeus. Il ne prend pas parti pour une des deux factions se combattant, car il ne se soucie que de la bataille. 
Il est le père d'Hippolyté qu'il eut avec Otréré, et de deux garçons, qu'il eut avec Nox : Déimos et Phobos, êtres immortels comme lui.
Avec la montée de la Chrétienté et l'arrivée des Célestes, Zeus ordonna le retrait des dieux Olympiens des affaires humaines, ce qui ne plut pas à son fils orgueilleux. Le temps passant, il mena plusieurs révoltes contre le roi des dieux, mais fut toujours stoppé par son demi-frère, Hercule. Arès a toujours détesté Hercule depuis que ce dernier a tué ses oiseaux monstrueux, et sa rancœur s'est accrue avec le temps, car Zeus a toujours préféré Hercule à la conduite brutale d'Arès.
Hadès tenta de s'emparer du Mont Olympe à la tête d'une armée de morts. Hercule et les autres dieux et demi-dieux ne purent arrêter ce flot infini de soldats morts. Et Zeus fut contraint d'appeler Arès à la rescousse. Pourtant, vainqueur de la guerre, il découvrit que sa propre famille s'était servie de sa puissance au combat, mais qu'ils n'appréciaient pas l'homme. 
Il disparut et prit une identité sur Terre, celle du charpentier Aaron. On sait qu'il eut un fils, Alexander.
Un jour, son demi-frère Hermès le messager des dieux lui rendit visite, demandant qu'il apporte son aide à sa famille aux prises avec un dieu maléfique oriental, Amatsu-Mikaboshi. Ce dernier profitait de la chute d'Asgard pour conquérir l'Ouest. Arès, amer, refusa. Les dieux Olympiens furent contraints d'enlever son fils, qui fut confié à Achille. Arès, fou de rage, reprit les armes pour retrouver son fils, mais la citadelle d'Achille avait été attaquée et Alexander enlevé.
Alex fut lentement conditionné pour devenir un nouveau dieu de la guerre par Amatsu, plus juste et neutre que son père.
Dans le combat final, Alex transperça Arès d'un sabre mystique, mais l'amour du père et le pouvoir de Zeus, aidé des messagers divins Hermes et Inari aidèrent le jeune garçon à retrouver la mémoire, et Arès tua Amatsu. La guerre finie, on revit Arès et Alex vivre au milieu de l'Afrique, seuls et en paix.

### Chez les Vengeurs
Dernièrement, Arès a été approché par Iron Man pour faire partie de la nouvelle équipe des Vengeurs (prenant la place vacante de Thor). 
Lors de la Guerre Civile opposant super-héros enregistrés et rebelles, Arès resta du côté du gouvernement.

### Après l'Invasion Secrète
À la fin de l'invasion Skrull sur New-York, Tony Stark fut déchu de sa place de directeur du S.H.I.E.L.D., et l'organisation démantelée. C'est Norman Osborn qui reprit le flambeau, en créant le HAMMER.
Avec Sentry, Arès fut le seul Vengeur à rester dans l'équipe lorsque celle-ci fut officiellement commandée par Norman Osborn (Dark Avengers).

### Le Siège d'Asgard
Arès resta au service de Norman Osborn, suivant tous ses ordres, jusqu'à ce que ce dernier décide d'envahir Asgard (alors situé à Broxton en Oklahoma). Arès avertit Osborn qu'il voyait ce plan d'un mauvais œil. En combattant Heimdall, il eut la confirmation que ce n'était qu'un simple plan de conquête. La nature divine d'Arès reprit le dessus, et il allait tuer Osborn quand il fut lui-même coupé en deux par Sentry. Mais plus tard, lorsque Alexander alias Phobos meurt, une scène montre Arès et son fils dire qu'ils reviendront.

### Résurrection
Arès est par la suite ressuscité par le Collectionneur lors d’un des nombreux tournois qu’il organise contre le  Grand Maître. Il fait alors équipe avec Stick, la française Guillotine (en) et le britannique Outlaw.

## Pouvoirs, capacités et équipement
Arès, comme les autres membres du panthéon des dieux Olympien, est un être immortel et insensible à la vieillesse. Son corps, infatigable, résiste à toutes les maladies et poisons connus. Ses tissus biologiques sont si denses qu'il ne craint aucune blessure causée par des armes conventionnelles. Même s'il est blessé, il récupère à une vitesse inégalée. Il reste toutefois vulnérable à la magie et aux armes mystiques, comme le marteau du dieu Thor, Mjolnir.
- Arès possède une force divine surhumaine qui lui permet de soulever (ou d'exercer une pression équivalente à) plus de 75 tonnes. Parmi les Olympiens, seuls Zeus et son fils Hercule le surpassent dans ce domaine.
- En se concentrant, Arès peut détecter la présence d'autres dieux Olympiens, mais aussi ouvrir des passages dimensionnels entre la Terre et le royaume de l'Olympe.

En tant que dieu de la guerre, Arès sait se servir de toutes les armes existantes. Il préférait autrefois les armes blanches ou de mêlée, mais il peut tout aussi bien utiliser des armes modernes, des explosifs ou un équipement hi-tech. C'est de plus un tacticien hors pair, n'hésitant d'ailleurs pas à employer la torture, au besoin.
Il a souvent été vu portant une armure et une hache de guerre, forgées par le dieu Héphaistos. Anciennement, il possédait aussi des gantelets magiques qui multipliaient sa force par 100, mais qu'il a depuis légués à sa fille Hippolyta.